# Fermium
Fermium (opkaldt efter Enrico Fermi) er det 100. grundstof i det periodiske system, og har det kemiske symbol Fm: Det er et radioaktivt metal, og hører til actiniderne.

## Kemiske egenskaber
Hidtil har man kun fremstillet umådeligt små mængder fermium, og derfor er kendskabet til dets kemiske og fysiske egenskaber begrænset. I kemiske forbindelser synes stoffet altid at optræde med oxidationstrin +3.

## Fremstilling
Man kan fremstille fermium-254 og tungere isotoper ved at bombardere atomkerner af lidt lettere grundstoffer, især uran og plutonium, med neutroner: Kernerne absorberer neutroner og afgiver betapartikler ad flere omgange, og bliver på den måde "bygget om" til fermium-kerner. Det ekstremt intense neutronbombardement der kræves i denne proces, er til stede ved atombombe-eksplosioner, og kan skabes under kontrollerede forhold af særlige forsøgs-atomreaktorer.

## Historie
Fermium blev første gang påvist i 1952: Et forskerhold ledet af Albert Ghiorso sporede stoffet i rester af koraller efter verdens første brintbombe-eksplosion (se Operation Ivy Mike): Uran-238 fra den fissionsbombe der havde "antændt" brintbombens fusionsproces, havde under eksplosionen absorberet 17 neutroner og undergået 8 beta-henfald, for endeligt at blive til fermium-255.

## Isotoper af fermium
Man kender 17 isotoper af fermium, som alle er radioaktive. Den mest stabile af dem er fermium-257 med en halveringstid på 100,5 dage, mens de øvrige isotoper alle har halveringstider på 3 dage eller mindre.